# Chen Shiwei
Chen Shiwei (en chinois 陳時偉, né le 2 août 1991) est un athlète chinois, spécialiste du sprint.
Son record en salle sur 60 m est de 6 s 71 obtenu à Nankin le 13 février 2012. Il bat le record d'Asie en 37 s 99 lors du relais 4 × 100 mètres des Jeux asiatiques à Incheon le 2 octobre 2014. Il est le premier relayeur, suivi par ses compatriotes Xie Zhenye, Su Bingtian et Zhang Peimeng.